# Radio Restos
Radio restos est une webradio éphémère destinée à récolter des dons pour Les Restos du coeur. Chaque année, pendant 48h lors d'un week-end, une quarantaine d'animateurs de la bande FM, toutes stations confondues, se réunissent et se relayent pour proposer des émissions inédites afin de mobiliser les auditeurs.
Cette initiative a été lancée le 2 octobre 2020 par Laurent Petitguillaume, Emmanuel Lévy et Bruno Guillon.

## Historique
La première édition de Radio restos a lieu le week-end du 2 octobre au 4 octobre 2020. Elle mobilise une trentaine d'animateurs. L'opération a permis de financer l'achat de 7 camions frigorifiques pour l'association.
Face au succès de la première année, l'opération est reconduite en 2021, 2022 et 2023. Au total, elle permettra de financer des camions frigorifiques à hauteur de 1,6 million d'euros.
En 2024, pour la cinquième saison, Radio restos consacre sa collecte à la petite enfance, pour permettre le financement de kits bébés.

## Identité de la station

### Programmation musicale
Les différentes émissions de Radio Restos sont entrecoupées de morceaux choisis par les animateurs mais également, une fois par heure, d'un morceau des Enfoirés.
Des DJ animent également les nuits de la station, comme Mico C, Bob Sinclar, David Guetta ou Joachim Garraud.

### Information
Au début de chaque heure, des étudiants en journalisme au Studec produisent des flashs ou des reportages en immersion dans les associations des Restos du coeur.

## Animateurs
Depuis la création de Radio restos, une centaine d'animateurs a participé aux émissions.
- Adeline Blondieau
- Alain Marschall
- Alex Nassar
- Alex Pilot
- Alexandre Devoise
- Alexandre Leboucher
- Alexis Thiebaut
- André Torrent
- Anissa Haddadi
- Arnold Derek
- Arthur
- Aurélie Denots
- Axelle Laffont
- Benoît Prospéro
- Belkacem Bahlouli
- Bichette
- Bertrand Amar
- Bérénice Bourgueil
- Brigitte Lefrançois
- Bruno Guillon
- Bruno Roblès
- Camille Crosnier
- Caroline Chimot
- Caroline Diament
- Cartman
- Cécile de Ménibus
- Céline Da Costa
- Céline Montsarrat
- Charlotte Chateau
- Christian Morin
- Christine Haas
- Christina Guilloton
- Christophe Nicolas
- Christophe Willem
- Chloé Sitbon
- Clément Lanoue
- Clément Potier
- Constance Vercamer
- Corentine Feltz
- Corinne Versini
- Damien Thévenot
- David Kolski
- Didier Varrod
- Dominique Duforest
- Élodie Suigo
- Émeric Berco
- Emmanuel Lévy
- Emmanuel Payet
- Estelle Denis
- Éva Bettan
- Éric Dussart
- Éric Jean-Jean
- Éric Rabesandratana
- Florian OnAir
- Florian Gazan
- François Pérusse
- Fred Haffner
- Fred Musa
- Frédéric Derieux
- Frédérique Le Teurnier
- Gad Elmaleh
- Georges Lang
- Géraldine Mayr
- Guillaume Aubert
- Gustave de Kervern
- Hélène Zélany
- Isabelle Giami
- Isabelle Morini-Bosc
- Isabelle Morizet
- JB
- Jeff
- Jean-Michel Canitrot
- Jean-Patrick Sarrea
- Jérôme Anthony
- Jérôme Soligny
- Jérôme Zano
- Justine Salmon
- Princesse Jade
- Julien Bocher
- Julien Chièze
- Julien Kramer
- Kash
- Karen Minier
- Karina Siamer
- Karine Le Marchand
- Kim
- Laëtitia Nallet
- Laurent Barat
- Laurent Mariotte
- Laurent Petitguillaume
- Leïla Kaddour-Boudadi
- Liane Foly
- Lucas Devesa
- Marc Scalia
- Marie-Pierre Schembri
- Maryse Gildas
- Mitsou
- Max
- Max Guazzini
- Mathieu Vidard
- Michèle Bernier
- Miguel Derennes
- Miko
- Morgan Doucin
- Myriam Callas
- Nagui
- Nathalie Helal
- Nicolas Baudon
- Nicolas Bonzom
- Nicolas Lespaule
- Niko Vaidie
- Olivier Cachin
- Ombeline Brumain
- Ornella Damperon
- Pat Angeli
- Patrick Giordano
- Patrick Sabatier
- Priska
- Ruben
- Raphaël Mezrahi
- Sam Z
- Sam Bernett
- Sandy Ouillon
- Sébastien Boché
- Sébastien Cauet
- Ségolène Alunni
- Sidonie Bonnec
- Stéphane Boudsocq
- Stéphanie Loire
- Tanguy Pastureau
- Tex
- Thierry Ardisson
- Thierry Marx
- Thomas Berthelot
- Thomas Otton
- Tiffany Bonvoisin
- Vincent Cerutti
- Vincent Perrot
- Virginie Hilssone
- Wendy Bouchard
- Willy Rovelli
- Yves Bigot

## Diffusion
Depuis sa création en 2020, Radio restos est diffusée sur internet sur l'application RadioPlayer et sur le site et la chaîne YouTube des Restos du coeur.